# Décès en 1212
Décès
- 1208
- 1209
- 1210
- 1211
- 1212
- 1213
- 1214
- 1215
- 1216

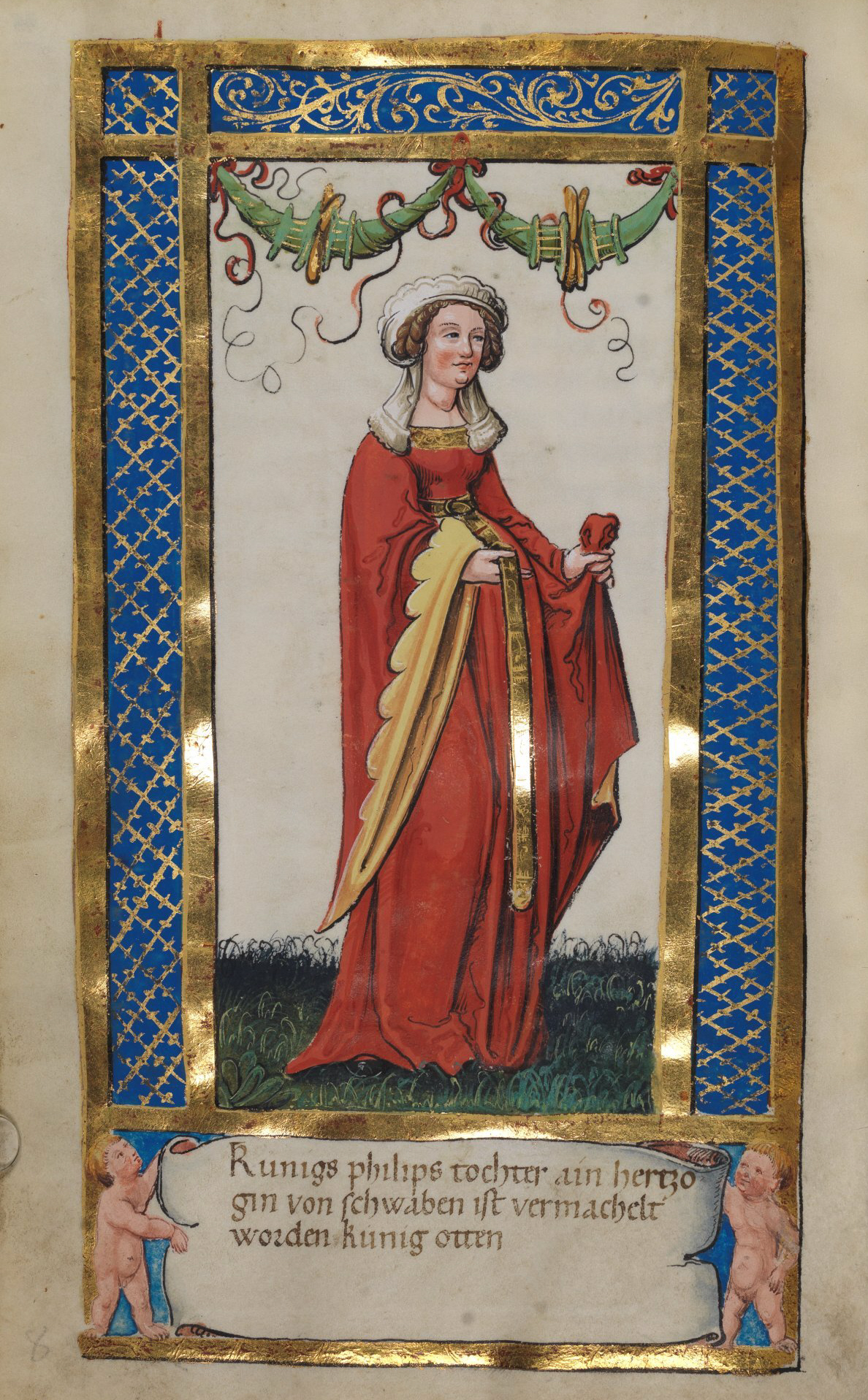
Béatrice de Souabe, morte en 1212.

Cette page dresse une liste de personnalités mortes au cours de l'année 1212 :
- 2 février : Bernard III de Saxe, duc de Saxe et comte d'Anhalt.
- 6 avril : Betram, évêque de Metz.
- 15 avril : Vsevolod III Vladimirski, prince de Vladimir.
- 22 avril : Gerardo da Sessa, cardinal italien.
- 6 août : Jourdain du Mont, bénédictin normand, dix-huitième abbé du Mont Saint-Michel.
- 11 août : Béatrice de Souabe, impératrice consort du Saint-Empire et reine de Germanie.
- 19 septembre : Henry Fitz-Ailwin de Londonestone, premier maire de Londres.
- 13 ou 14 octobre : Baudouin de Béthune, chevalier français de la maison de Béthune et par alliance comte d'Aumale et lord d'Holderness (Yorkshire).
- 25 ou 26 octobre : Valbert d'Aoste, évêque d'Aoste.
- 4  novembre : Félix de Valois, moine et un ermite français, fondateur avec saint Jean de Matha de l’Ordre de la Très Sainte Trinité pour la Rédemption des captifs (les Trinitaires).
- 12 décembre : Geoffroy, évêque de Lincoln puis Lord Chancelier et archevêque d'York.
- 29 décembre : Alain Ier d'Avaugour, ou de Penthièvre, seigneur de Goëlo et comte de Penthièvre.

- Albert II de Dabo-Moha, seigneur de Lichtenberg.
- Anne Ange, appelée aussi Angelina,  Comnène, impératrice consort de Nicée.
- Dirk van der Aare, évêque et seigneur d'Utrecht.
- Bertram de Metz, évêque de Metz, issu de la noblesse saxonne.
- Gautier de Montbéliard, royaume de Chypre de 1205 à 1210, puis connétable du royaume de Jérusalem.
- Gothred MacWilliam, ou Gofraid ou Guthred Mac Domnaill, prétendant au trône d'Écosse.
- Hōnen, aussi appelé Hōnen-bō Genkū ou Genkū, fondateur du Jōdo shū, la première école indépendante du Bouddhisme japonais de la Terre pure.
- Marie de Montferrat, reine de Jérusalem.
- Philippe Ier de Namur, marquis de Namur.
- Pierre de Préaux, chevalier et seigneur normand qui deviendra gouverneur militaire de Normandie, capitaine et bailli des îles Anglo-Normandes.
- Robert d'Auxerre,  chroniqueur médiéval français.
- Rodolfe, trente-cinquième évêque connu de Nîmes.
- Adam Scot, religieux prémontré de l’abbaye de Dryburgh.
- Raimond Sédu de Salvaing, ou de Barges, archevêque d'Embrun.
- Vsevolod III Vladimirski, ou Vsevolod Iourievitch ou Vsevolod le Grand Nid, prince du Rus' de Kiev de la dynastie des Riourikides.

## Crédit d'auteurs
- Cet article est partiellement ou en totalité issu de l'article intitulé « 1212 » (voir la liste des auteurs).